# Sarah-Quita Offringa
Sarah-Quita Najive Offringa (* 4. Juli 1991 in Oranjestad) ist eine professionelle niederländische Windsurferin und 27-fache Weltmeisterin von der Karibik-Insel Aruba.

## Karriere
Offringa nimmt seit 2003 am Windsurf World Cup mit der Segelnummer ARU-91 teil und tritt in den Disziplinen Freestyle, Slalom und Wave an. In der Disziplin Freestyle errang sie von 2008 bis 2017 den Weltmeistertitel, 2011, 2015 bis 2017 auch im Slalom. Von 2008 bis 2018 hat sie bei den Freestyle-Wettbewerben der Professional Windsurfers Association (PWA) keinen Heat verloren.
Der Windsurf- und Dokumentarfilm über Sarah-Quita Offringa „Cabeibusha, the Curly Gem“ wurde am 2. Oktober 2015 im Rahmen des Windsurf World Cup Sylt in der Kinowelt Westerland uraufgeführt. Der Film von Julian Robinet ist der erste Windsurf-Film über eine Frau.
Gemeinsam mit anderen Profis wie Daida und Iballa Ruano Moreno, Lina Erpenstein oder Sarah Hauser setzt sich Sarah-Quita Offringa für die Förderung von Frauen im Windsurfen und die Umsetzung von gleichem Preisgeld für Männer und Frauen auf der PWA-Tour ein.

### World Cup Wertungen
| Saison | Wave  | Wave   | Freestyle | Freestyle | Slalom | Slalom | Foil  | Foil   |
| Saison | Platz | Punkte | Platz     | Punkte    | Platz  | Punkte | Platz | Punkte |
| ------ | ----- | ------ | --------- | --------- | ------ | ------ | ----- | ------ |
| 2003   | –     | –      | ?         | ?         | –      | –      | –     | –      |
| 2004   | –     | –      | ?         | ?         | –      | –      | –     | –      |
| 2005   | –     | –      | 19.       | 2018      | –      | –      | –     | –      |
| 2006   | 23.   | 1655   | 2.        | 4068      | –      | –      | –     | –      |
| 2007   | 17.   | 1754   | 2.        | 6234      | 10.    | 2001   | –     | –      |
| 2008   | 16.   | 1770   | 1.        | 6300      | 17.    | 1968   | –     | –      |
| 2009   | 13.   | 1787   | 1.        | 4200      | 13.    | 2067   | –     | –      |
| 2010   | –     | –      | 1.        | 2100      | 3.     | 6102   | –     | –      |
| 2011   | –     | –      | 1.        | 6300      | 1.     | 6267   | –     | –      |
| 2012   | –     | –      | 1.        | 2100      | 16.    | 2100   | –     | –      |
| 2013   | –     | –      | 1.        | 4200      | 11.    | 2100   | –     | –      |
| 2014   | 6.    | 5624   | 1.        | 4200      | 7.     | 4134   | –     | –      |
| 2015   | 3.    | 5937   | 1.        | 2100      | 1.     | 6267   | –     | –      |
| 2016   | 3.    | 6201   | 1.        | 2100      | 1.     | 4167   | –     | –      |
| 2017   | 3.    | 5025   | 1.        | 2100      | 1.     | 3050   | –     | –      |
| 2018   | 2.    | 27.000 | 1.        | 20.000    | 22.    | 10.200 | –     | –      |
| 2019   | 1.    | 27.650 | 1.        | 20.000    | –      | –      | –     | –      |
| 2021   | –     | –      | 1.        | 10.000    | 1.     | 10.300 | 4.    | 10.000 |
| 2022   | 1.    | 17.650 | –         | –         | 7.     | 9.700  | –     | –      |
| 2023   | 1.    | 27.000 | 1.        | 10.000    | 8.     | 20.500 | –     | –      |
| 2024   | 1.    | 28.500 | 1.        | 10.000    | 1.     | 20.600 | –     | –      |